# Der Kaufmann von Venedig (film 1990)
Der Kaufmann von Venedig ("Il mercante di Venezia") è un film per la televisione del 1990 diretto da George Moorse e Peter Zadek.  
Si tratta di una produzione televisiva austro-tedesca dell'opera teatrale di Shakespeare, con Gert Voss (Shylock) come protagonista.

## Trama
A Venezia, Shylock chiede una libbra della carne di Antonio se costui, suo debitore non riuscirà a ripagargli un debito di cui si era fatto garante per Bassanio. Antonio accetta il patto ma, al momento del pagamento, non riesce a restituire il denaro. Davanti al Doge, a difendere Antonio si presenta Baldassarre, un avvocato che è, in realtà, Porzia, la moglie di Bassanio, travestitasi così all'insaputa di tutti. Porzia riesce a risolvere la causa facendo notare che se Shylock vorrà avere a tutti i costi la libbra di carne, potrà averla ma senza versare neanche una goccia di sangue di un cristiano. In caso contrario, sarà condannato a morte e i suoi beni confiscati. Abbandonato anche dalla figlia Jessica, Shylock cede.

## Produzione
Il film fu prodotto da Westdeutscher Rundfunk (WDR) e Österreichischer Rundfunk (ORF).

## Distribuzione
Lo spettacolo fu trasmesso in Austria da Österreichischer Rundfunk (ORF) il 16 aprile 1990 e in Germania da Zweites Deutsches Fernsehen (ZDF) il 18 settembre 1990.